# My Summer Car
My Summer Car è un videogioco di guida e di sopravvivenza sviluppato e pubblicato da Amistech Games. Ambientato in Finlandia e uscito in accesso anticipato sulla piattaforma di Steam nell'ottobre del 2016, l'8 gennaio 2025, il gioco è stato ufficialmente pubblicato nella sua versione definitiva.

## Modalità di gioco e ambientazione

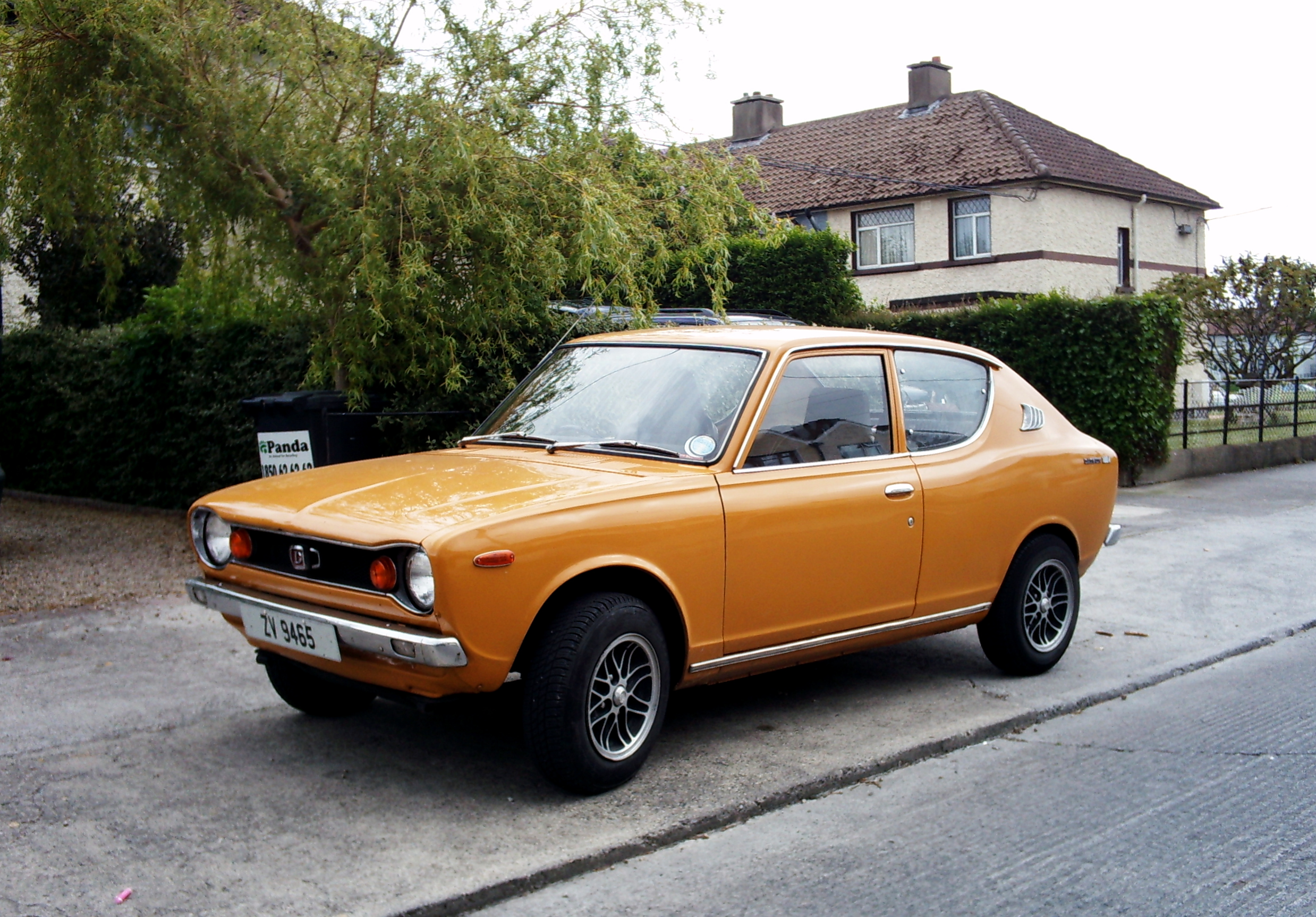
Una Datsun 100A, su cui è modellata l'auto principale del gioco

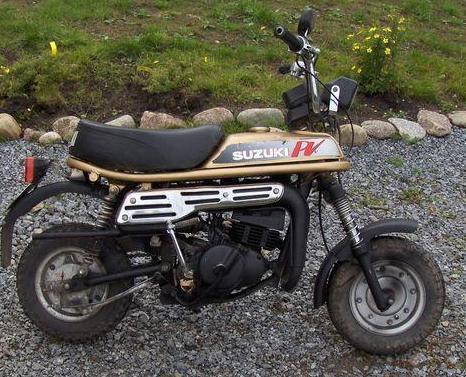
Una Suzuki PV 50, su cui è modellato il ciclomotore del gioco

My Summer Car è un videogioco ambientato nel mondo aperto di Alivieska, un'ipotetica regione della Finlandia, durante l'estate del 1995. Il personaggio principale è un ragazzo di 18/19 anni (a seconda della data di inizio del gioco) impegnato a gestire la casa di famiglia mentre i suoi genitori sono in vacanza a Tenerife, in Spagna. Il giocatore persegue come obiettivo principale quello di assemblare, restaurare e modificare con dei potenziamenti un'auto, la Satsuma AMP (modellata sulla Datsun 100A). Per farlo, deve utilizzare i pezzi di ricambio presenti nel garage e, occasionalmente, ordinarne altri da uno speciale catalogo.
All'inizio del videogioco, si dispone soltanto del telaio e della carrozzeria dell'automobile, motivo per cui il giocatore ha il compito di posizionare ogni componente nella posizione corretta, avvitando i bulloni con le chiavi inglesi della misura compatibile. Tuttavia, nonostante il numero di pezzi a disposizione sia incredibilmente dettagliato e vasto, il giocatore non beneficia di alcuna indicazione o suggerimento su come procedere nella costruzione dell'auto. Sebbene la maggioranza delle componenti si incastri correttamente, è possibile assemblare il tutto in modo errato omettendo o posizionando male componenti come una guarnizione del motore o un bullone. Un assemblaggio non corretto dell'auto può portare a ravvisare dei malfunzionamenti al veicolo quando quest'ultimo è in movimento. Altri elementi presenti nel videogioco riguardano il carburante, l'olio motore, il liquido di raffreddamento del radiatore e il liquido dei freni. I liquidi devono essere rabboccati periodicamente e l'olio motore sostituito dopo un certo periodo di tempo affinché l'automobile funzioni correttamente.

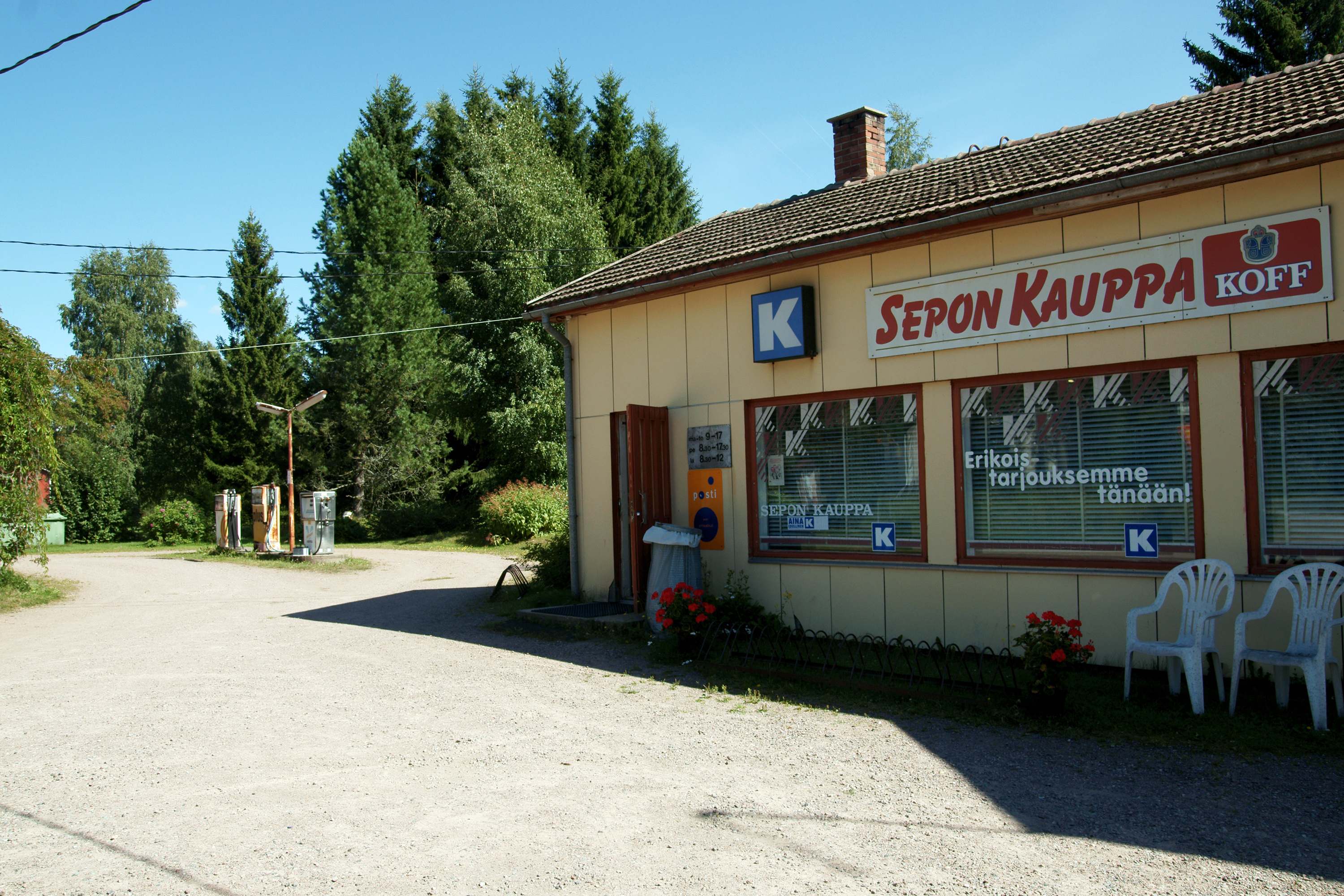
Un Sepon Kauppa a Yttilä, nel comune di Säkylä. È servito come ispirazione per il negozio Teimon Kauppa nel videogioco

Oltre a costruire il veicolo, il giocatore deve sopperire a una serie di esigenze tipiche di un'opera videoludica di genere sopravvivenza, come soddisfare gli stimoli della fame, della sete, della stanchezza, il bisogno di urinare, di gestire lo stress e di mantenere un buon livello di igiene personale. Per soddisfare le proprie necessità e dunque rimanere in vita, il giocatore può acquistare vivande, bevande e altri beni essenziali da un negozio all'interno del gioco. Può poi interagire con gli elettrodomestici e gli altri oggetti presenti nella sua abitazione, come il lavandino, la doccia, la sauna, il bagno e il letto. I bisogni del giocatore possono essere soddisfatti anche nuotando nel lago, bevendo alcolici, fumando o completando con successo le attività relative al completamento dell'auto.
Allo scopo di guadagnare il denaro finalizzato ad acquistare ricambi auto, carburante e fare la spesa al negozio, il giocatore può svolgere diverse attività secondarie per le persone che vivono nelle vicinanze. Le missioni vengono svolte utilizzando materiali di proprietà del giocatore o con i vari veicoli preassemblati a cui il giocatore può accedere e che può utilizzare. Le attività includono il condurre auto incidentate dal meccanico, consegnare legna da ardere su un rimorchio trainato da un trattore, usare un camion aspiratutto per svuotare le fosse settiche dei vicini, produrre e vendere kilju, raccogliere fragole in un campo e accompagnare un vicino ubriaco dal pub del paese a casa la mattina presto. Se la Satsuma supera la procedura di revisione del veicolo, il giocatore può installare alcuni pezzi di ricambio modificati che gli permettono di partecipare a un rally amatoriale settimanale il quale concede la possibilità di vincere un trofeo e un premio in denaro. La corsa probabilmente si ispira, sia pur in maniera informale, al Rally di Finlandia, un evento del campionato del mondo rally che si corre nella zona di Jyväskylä, una cittadina della Finlandia centrale.
Oltre a questi veicoli, il giocatore può ottenerne diversi altri nel videogioco o spostarsi tramite il servizio di trasporto pubblico. Il protagonista ha accesso a un furgone con un'ampia capacità di carico, un motore a due tempi e una lancia ancorata presso un molo vicino che consente di attraversare il lago della mappa. Il giocatore può prendere in prestito una muscle car dal meccanico locale mentre sta riparando il suo veicolo, ma il meccanico distruggerà il veicolo se la muscle car non viene restituita in tempo. Il giocatore può inoltre vincere una station wagon fatiscente infestata da un nido di vespe da un mazziere di ventti. Se il giocatore guida troppo velocemente sul motorino o su un veicolo senza parabrezza, è possibile che un calabrone lo accechi, rischio evitabile indossando un casco.

## Sviluppo
My Summer Car è stato supervisionato principalmente da un piccolo gruppo di sviluppo indipendente composto da Johannes Rojola ("ToplessGun"/"RoyalJohnLove") e dalla moglie di Johannes, Kaarina Rojola, con il supporto di terze parti per la musica e il doppiaggio. Lo sviluppo chiuso e il beta testing del gioco erano stati documentati già nel dicembre 2013, mentre alcuni dei progressi compiuti in fase di creazione venivano progressivamente caricati sul canale YouTube e sull'account Twitter di Rojola. Il gioco è divenuto disponibile in accesso anticipato tramite il programma Steam Greenlight il 24 ottobre 2016. Da allora, il gioco è stato aggiornato gradualmente con nuove funzionalità e revisioni in diverse occasioni.
Benché fosse stata annunciata il 29 maggio 2020 l'idea di pensare a un sequel, My Winter Car, l'uscita del videogioco è stata posticipata. Nel 2022, lo sviluppatore ha pubblicato delle su Steam informazioni interpretabili in modo criptico sulla possibile data di uscita del prodotto. Il 30 dicembre 2024 è stato pubblicato un aggiornamento affiancato da un annuncio in cui si è affermato che «il videogioco si avvia alla conclusione del periodo di accesso anticipato» e che un sequel è effettivamente in fase di lavorazione. L'8 gennaio 2025, il gioco ha ufficialmente superato la fase di accesso anticipato su Steam, venendo accompagnato dalla pubblicazione di un nuovo trailer.

## Accoglienza
Il gioco ha ricevuto delle recensioni generalmente positive. Scrivendo per conto di Rock, Paper, Shotgun, Brendan Caldwell ha definito l'opera videoludica «divertente, dettagliata e completamente confusionaria». Nathan Grayson, in un articolo per Kotaku, ha definito il prodotto «scadente e strano da morire, ma divertente». Sia l'articolo del Rock, Paper, Shotgun che Martin Robinson di Eurogamer hanno paragonato la sua soglia di difficoltà a quella di Dark Souls.
My Summer Car ha ricevuto numerosi premi e riconoscimenti dalla community di videogiochi finlandese. Ai Finnish Game Awards del 2017, il videogioco ha conseguito il premio "Kyöpelit" come Gioco dell'Anno 2016 scelto dal pubblico. Nel 2018, My Summer Car è stato inserito nel Museo finlandese del gioco di Tampere tra i 100 prodotti videoludici presentati quell'anno dal museo.